# James Philbrook
James Philbrook, né le 22 octobre 1924 à Davenport, mort le 24 octobre 1984 à Los Angeles, est un acteur américain, sans doute connu pour sa participation à Je veux vivre ! (1958), La Ferme des hommes brûlés et pour le rôle du colonel Tall dans le film de guerre de 1964 L'attaque dura sept jours. Il a aussi joué à la télévision, entre autres dans les séries télévisées The Islanders (en) (1960–1961) et The New Loretta Young Show (en) (1962-1963).

## Biographie
James Philbrook naît à Davenport (Iowa), de Roland F. Philbrook, un homme d’Église. Il s'est formé à l'Université Saint Ambroise et à l'Université de l'Iowa, pour finir par un diplôme d'ingénieur en électricité auprès du Massachusetts Institute of Technology en 1946.
Philbrook fait un service militaire de 4 ans durant la Guerre de Corée, comme électronicien pour l'aéronautique de la Navy. Il est affecté en Afrique, aux Îles Aléoutiennes, en Chine, en Europe et en Inde.

### Premiers rôles
Philbrook commence sur les écrans à 32 ans dans la série télévisée de CBS, Alfred Hitchcock présente dans l'épisode The West Warlock Time Capsule, en 1957, avec Henry Jones dans le rôle principal. Quelques mois plus tard, il apparaît dans l'épisode L'Histoire des Rands de la série télévisée La Grande Caravane de la NBC , avec Eduard Franz dans le rôle principal de l'épisode. 
Il se prête aussi au grand écran, où il commence dans Le Temps de la peur de Philipp Dune en 1958
Il obtient son premier rôle récurrent dans une série en incarnant Zack Malloy dans The Islanders avec William Reynolds dans le rôle de Sandy Wade. Tous deux jouent des propriétaires d'hydravions dans cette série située dans les Moluques.

### Suite de sa carrière
Il apparaît dans deux films de 1965, comme Adam Hyde dans Le Chemin de l'or et comme James « Ace » Ketchum dans Le Fils d'un Hors-la-loi.
À la fin de sa carrière, entre 1966 et 1975, il se produit plutôt en Europe dans des westerns spaghetti, tels Dos mil dólares por Coyote.

### Vie familiale
Philbrook épouse Frances Cassling. Ils ont quatre enfants.

### Décès
Philbrook meurt le 24 octobre 1984 à Los Angeles.

## Filmographie

### Cinéma
| Année | Titre                                             | Rôle                  | Remarques                        |
| ----- | ------------------------------------------------- | --------------------- | -------------------------------- |
| 1958  | La Fureur des hommes (From Hell to Texas)         | Barman                | Non crédité                      |
| 1958  | Le Temps de la peur (In Love and War)             | petit ami de Sue      | Non crédité                      |
| 1958  | Je veux vivre ! (I Want to Live!)                 | Bruce King            |                                  |
| 1959  | L'Homme aux colts d'or (Warlock)                  | Cade                  | Non crédité                      |
| 1959  | La Ferme des hommes brûlés (Woman Obsessed)       | Henri                 |                                  |
| 1962  | Fureur à l'ouest (The Wild Westerners)            | Marshal Jim McDowell  |                                  |
| 1964  | L'attaque dura sept jours (The Thin Red Line)     | Col. Tall             |                                  |
| 1965  | Le Chemin de l'or (Finger on the Trigger)         | Adam Hyde             |                                  |
| 1965  | Le Fils d'un Hors-la-loi (Son of a Gunfighter)    | James « Ace » Ketchum |                                  |
| 1966  | El sonido de la muerte                            | Dr. Pete Asilov       |                                  |
| 1966  | The Drums of Tabu                                 | Bill Harrigan         |                                  |
| 1966  | El arte de casarse                                | Col. W. P. Morgan     | (segment Profesor de matrimonio) |
| 1966  | Dos mil dólares por Coyote                        | Sam Foster            |                                  |
| 1967  | Une balle, c'est ton prix (Los 7 de Pancho Villa) | shérif de Cerezo      |                                  |
| 1968  | Pas de pardon, je tue                             | Don Ramon             |                                  |
| 1969  | La muchacha del Nilo                              | James                 |                                  |
| 1970  | El último día de la guerra                        | Lt. Poole             |                                  |
| 1975  | The Killer is Not Alone                           | Don Enrique Nieto     |                                  |
| 1975  | Si quieres vivir… dispara                         | Sam                   | son dernier rôle au cinéma       |

### Télévision
- 1957 : Alfred Hitchcock présente, série télévisée : épisode The West Warlock Time Capsule
- 1957 : La Grande Caravane, série télévisée : épisode L'Histoire des Rands
- 1957 : Man Without a Gun (en), épisode Decoy
- 1958 : Maverick, série télévisée : épisode The Seventh Hand
- 1958 : Sugarfoot, série télévisée : épisode A Wreath for Charity Lloyd : Smokey
- 1958 : La Flèche brisée (Broken Arrow), série télévisée : épisode Manhunt : Clem Harrison
- 1958 : How to Marry a Millionaire (en), série télévisée : épisode Hit and Run : Charles Stewart
- 1958-1961 :  The Loretta Young Show (en), ou Letter to Loretta, série télévisée :
  - épisode A Visit to Sao Paulo : Mike Roberts
  - épisode Doesn't Everybody? : Wainwright Tyler
- 1959 : The Texan (en), série télévisée : épisode Return to Friendly : Yancey Lewis
- 1959 : Rescue 8 (en), série télévisée : épisode The Trap : Hank
- 1959 : The Ann Sothern Show (en), série télévisée : épisode Domestic Katy : Bender
- 1959 : The DuPont Show with June Allyson (en), série télévisée : épisode Night Out : un anonyme
- 1959 , 1963 : Perry Mason, série télévisée : 
  - (1959) épisode Le Canari boiteux (The Case of the Lame Canary) : assassin Harry Jonson
  - (1963) épisode The Case of the Velvet Claws : Harrison Burke, politicien
- 1961 : The Barbara Stanwyck Show (en), épisode Triple C : Jim Costain
- 1962 : The New Loretta Young Show, divers épisodes : Paul Belzer, éditeur de magazine, amoureux de la veuve Christine Massey (Loretta Young), qu'il finit par épouser et ainsi servir de beau-père à ses sept enfants
- 1962 : Bonanza, série télévisée : épisode Inger, mon amour (Inger, My Love) : McWhorter
- 1966 : Commando du désert (The Rat Patrol), série télévisée : épisode Le bluff de l'aveugle (The Blind Man's Bluff Raid) : Dr. Keller